# Parigi-Roubaix 1904
La Parigi-Roubaix 1904, nona edizione della corsa, fu disputata il 3 aprile 1904, per un percorso totale di 268 km. Fu vinta dal francese Hippolyte Aucouturier giunto al traguardo con il tempo di 8h14'30" alla media di 32,518 km/h davanti ai connazionali César Garin e Lucien Pothier.
Presero il via da Chatou 64 ciclisti, 42 di essi tagliarono il traguardo di Roubaix.

## Ordine d'arrivo (Top 10)
| Pos. | Corridore             | Squadra      | Tempo    |
| ---- | --------------------- | ------------ | -------- |
| 1    | Hippolyte Aucouturier | Peugeot      | 8h14'30" |
| 2    | César Garin           | La Française | s.t.     |
| 3    | Lucien Pothier        | La Française | a 2'50"  |
| 4    | Édouard Wattelier     | -            | a 12'50" |
| 5    | Leon Georget          | -            | s.t.     |
| 6    | Aloïs Catteau         | -            | a 15'40" |
| 7    | Eugène Christophe     | -            | a 17'30" |
| 8    | Paul Trippier         | -            | a 23'30" |
| 9    | Émile Pagie           | -            | a 27'30" |
| 10   | Julien Lootens        | Cycles JC    | s.t.     |